# Forgács Imre
Forgács Imre (Budapest, 1949. április 9. – 2022. október 26.) magyar közigazgatási szakember, a politikai tudományok kandidátusa, a Bajnai-kormányban 2009. december 15-étől az Igazságügyi és Rendészeti Minisztérium (IRM) pártonkívüli vezetője.

## Élete
Forgács Imre és Szlovák Mária gyermekeként született.
1970-1974 között az Eötvös Loránd Tudományegyetem Állam- és Jogtudományi Karán (ÁJK), majd 1974-1977 között az ELTE Bölcsészettudományi Karán (BTK) is diplomát szerzett. 1983-1984 között IREX-ösztöndíjjal tanult a bostoni Harvard Egyetemen.
1974-1980 között az ELTE-ÁJTK tanársegédje, majd adjunktusa volt. 1980-1985 között az MSZMP KB Társadalomtudományi Intézetének tudományos munkatársa volt. 1985-1987 között a Társadalmi Szemle rovatvezetője, 1987-1989 között főszerkesztő-helyettese volt. 1989-1990 között osztályvezető volt az MSZP Országos Elnökségén. 1991-1992 között a Castellum Kft. ügyvezető igazgatója volt. 1992-1994 között a Dunaholding Rt. jogi igazgatója volt. 1994-1996 között a Miniszterelnöki Tanácsadó Testület titkára, a Miniszterelnöki Kabinetirodában kormányfőtanácsadó, a modernizációs programot kidolgozó titkárság vezetője volt. 1996-1998 között az Európai Integrációs Kabinet és az Integrációs Stratégiai Munkacsoport titkárságának vezetője volt. 1994-től a Budapesti Közgazdaságtudományi Egyetem címzetes egyetemi docense. 2002-től főosztályvezető volt az Európai Integrációs Irodában.
2004-ben a Fővárosi Közigazgatási Hivatal vezetője, 2007-2008-ban a Közép-magyarországi Regionális Közigazgatási Hivatal vezetője volt.
2009-től az Önkormányzati Minisztérium önkormányzati és lakásügyi szakállamtitkára.
Forgácsot az igazságügyi és rendészeti miniszter posztjáról meglepetésszerűen lemondott Draskovics Tibor helyére nevezték ki 2009. december 15-étől. Ugyanekkortól Forgács Imre az Országos Igazságszolgáltatási Tanács (OIT) tagja is lett.

## Művei
- Neokonzervatív fordulat az Egyesült Államokban (1987)
- Az Európai Unió intézményi szemmel (1998)
- Európaizálódik-e a közigazgatás? (2008)
- Mégsem éjjeliőr? Az európai kormányzás esélyei és a pénzügyi válság (2009)
- Európa elrablása 2.0. Adalékok a pénzügyi válságok politikai gazdaságtanához; Gondolat, Bp., 2012
- Globális Egyesült Államok? Utópia, vagy utolsó esély (2013)
- Az eltűnő munka nyomában. A Big Data és a pénztőke évszázada; Gondolat, Bp., 2015
- Titanic Európa? Válságok és remények; Gondolat, Bp., 2019

## Külső hivatkozások
- Forgács Imre életrajza – Hirado.hu, 2009. december 9.
- Forgács Imre lett Draskovics utódja – Origo, 2009. december 9.